# Den skeva platsen
Den skeva platsen är en roman av  Caterina Pascual Söderbaum utgiven 2016.
Romanen är en familjekrönika i flera generationer som skildrar Europas mörka 1900-talshistoria. Den hyllades vid sin utgivning av flera kritiker. Upsala Nya Tidning skrev "Inget mindre än en triumf … En hel och slutgiltig bild av historien är omöjlig, men Den skeva platsen är den mest komplexa, sammansatta och samtidigt glasklara på mycket, mycket länge.”
2017 tilldelades Pascual Söderbaum postumt Sveriges Radios romanpris för Den skeva platsen med motiveringen "Med barmhärtig blick närmar sig författaren den egna livsberättelsen och öppnar samtidigt olika fönster mot Europas mörka historia där läsaren blir medskapande. Ett litterärt mästerverk med lyskraft."